# 王顗
王顗，王僧辩长子。南梁承圣初历官至侍中。后投奔北齐。
当初，王僧辩攻占建业、平定侯景之乱后，派遣陈霸先驻守京口，却对其都没有防备。王顗屡次向王僧辩进言不被接受，后来王僧辩兵败被杀。西魏袭击江陵，梁元帝派遣王顗督军城内军事。荆州城沦陷，跟随王琳逃到北齐，做了竟陵郡守。北齐派遣王琳镇守寿春，将图谋江左（南陈）。后来淮南被南陈平定，王琳被杀。听到王琳死讯，王顗来到城南乱葬岗大哭，悲愤而亡。

## 儿子
- 王珪，唐朝宰相[3]。